# Grade (Arcos de Valdevez)
Pour les articles homonymes, voir Grade.
Grade est une freguesia («paroisse civile») du Portugal, rattachée au concelho («municipalité») d'Arcos de Valdevez et située dans le district de Viana do Castelo et la région Nord.

Torre da Grade

Junta de Freguesia de Grade Arcos de Valdevez
Costa - Grade 
4970-190 GRADE 
Elle est traversée par la rivière Azere (Rio Azere).

## Monuments
- Église Santa Maria de Grade
- Chapelle de Nossa Senhora da Piedade situé à Vilela
- Quinta da torre ou se situe la tour de Faro ou tour de Grade
- Casa do Casal

## Tourisme
- Magnifique rivière Azere (Poço Tras do engenho,...)
- Aspects ruraux du village
- Vues panoramique sur le val do vez